# 环戊二烯基三羰基钼二聚体
环戊二烯基三羰基钼二聚体是一种金属有机化合物，化学式为Cp2Mo2(CO)6，其中Cp表示C5H5。它是暗红色固体，可用于学术研究。

## 结构及制备
该化合物有两种构象异构体，分别为gauche和anti型。其分子中有六个端基CO配体，Mo-Mo键键长为3.2325 Å。它可由环戊二烯基钠和六羰基钼进行反应，得到NaMo(CO)3(C5H5)后再对其进行氧化得到。其它制法还包括以Mo(CO)3(CH3CN)3为原料的反应。

## 反应
环戊二烯基三羰基钼二聚体再二乙二醇二甲醚中进行热解，脱去两个羰基后得到四羰基化合物，这种化合物有形式上的Mo≡Mo三键。（dMoMo = 2.448 Å）：
(C5H5)2Mo2(CO)6  →  (C5H5)2Mo2(CO)4 +  2 CO